# Onderste Merkelbeek
Onderste Merkelbeek of Oud Merkelbeek is de oude dorpskern van Merkelbeek.
Deze kern is gelegen in het dal van de Merkelbekerbeek. Tegenwoordig ligt deze op het grondgebied van de gemeente Brunssum.
Naast enkele huizen vindt men hier een monumentale boerderij, de Onderste Hof, en verder stroomopwaarts ook nog de Bovenste Hof. Verder is hier het Clemensdomein, dat een aantal monumenten omvat, namelijk de voormalige dorpskerk van Merkelbeek, de Sint-Clemenskerk, een Lourdesgrot van 1887, een praalgraf voor de familie De Negri (1837), de Heilig-Hartkapel en een paviljoen van 2014, waarin zich horeca en ruimte voor tentoonstellingen bevindt.
Vroeger bevond zich hier ook een klooster, Huize Tieder genaamd, dit werd gesloopt in 2009 en op de plaats daarvan is nu een zorghotel.